# Rectoría ITESM
La Rectoría del Instituto Tecnológico de Estudios Superiores de Monterrey (ITESM), es un edificio que rige como oficina del rector, biblioteca, espacios de cooperación y un Centro de Desarrollo Docente e Innovación Educativa

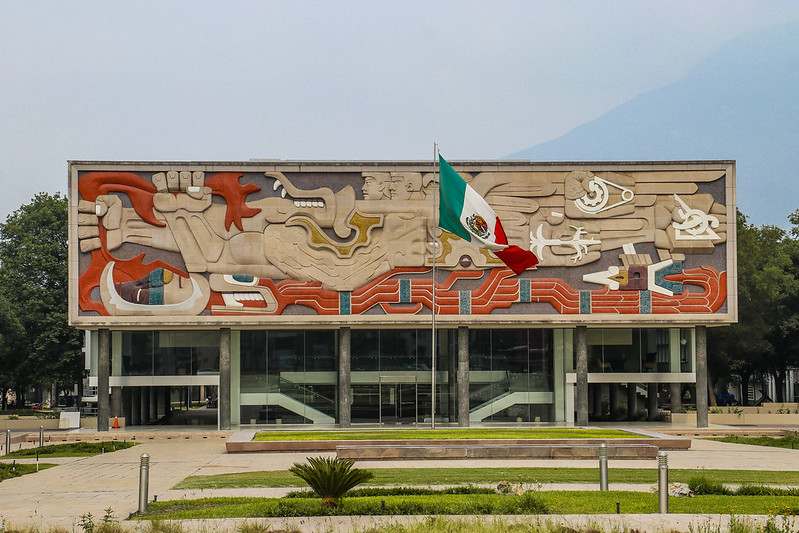
La Rectoría del Tecnológico de Monterrey, campus Monterrey

## Descripción
La Rectoría del Tecnológico de Monterrey es el edificio principal del campus Monterrey, dando la cara a la rotonda Garza Sada y Avenida del Estado.
La fachada del edificio tiene cuatro plantas, las dos superiores siendo recubiertas por un mural altorrelieve. El primer piso alberga la sala mayor de rectoría. En el tercer piso se encuentra la Biblioteca Cervantina, con un volumen de más de cien mil libros.

## Historia
El edificio de Rectoría fue fundado en 1954, como conmemoración de los primeros diez años del Tecnológico de Monterrey.  En 1954, Eugenio Garza Sada otorga al muralista Jorge González Camarena el trabajo de crear un mural para la fachada del edificio.
En un comienzo tiene el propósito principal de ser biblioteca. Es en 1968 que se crea la Biblioteca Central del campus, con lo que el edificio de Rectoría comienza a funcionar como oficina del Rector, entre otras funciones administrativas. En 2013 se comienza una serie de rehabilitaciones, desde el sótano hasta el piso más alto, como parte del proyecto Distrito Tec.

## Mural
En 1954, Eugenio Garza Sada encomienda al muralista jalisciense Jorge González Camarena la tarea de decorar la fachada del edificio. El artista se decidió por un relieve de cerámica policromada, piedra y pintura de hule. A pesar de que el artista no terminó de pintar su mural hasta julio de 1954, este fue develado en marzo de ese mismo año por el presidente Adolfo Ruiz Cortines. Mide 7 metros de ancho por 32.40 metros de largo.
 

El mural demuestra la lucha entre Quetzalcoátl y Tezcatlipoca. Una descripción detallada se encuentra en el libro de Eduardo Ramírez “El triunfo de la cultura”;
Cuenta el mito que la deidad suprema, Ometecutli, designó a Quetzalcóatl y a Tezcatlipoca para que crearan a la humanidad. Quetzalcóatl formó a los nuevos mortales amasando su propia sangre con los huesos de los hombres antiguos, y les procuró el maíz para que se alimentaran. Entonces Tezcalt- lipoca, dios de la maldad, celoso del éxito de su adversario, lo retó a una lucha sin cuartel y lo venció. Derrotado, el dios bueno predijo que regresaría para señorear otra vez sobre la tierra. Es este retorno de Quetzalcóatl, pre- cisamente, triunfador y generador de progreso, el que presenta el mural en su combinación de signos nuevos y viejos, proponiendo una visión actual al tema eterno que evoca.
El mural es reconocido por representar el triunfo diario de la civilización y la cultura sobre las fuerzas oscuras del estancamiento y la apatía. Sobre el mismo, Ricardo Elizondo dedica el siguiente párrafo;
De augustas proporciones, el Mural es suntuoso sin llegar a la ostentación; tiene además, el poder de capturar la atención aunque no se sepa cosa alguna de su contenido y es tan fácil de memorizar que una sección, por más pequeña que sea, basta a cualquiera para remitirse al todo.
Por su parte, Octavio Paz dedicó al mural las siguientes palabras;
"No es muy bonito.”

## Biblioteca Cervantina
Esta biblioteca se encuentra en el tercer piso del edificio de Rectoría. Fue fundada el 5 de noviembre de 1954.
Se le conoce como “Cervantina” debido a que una de las primeras donaciones que recibió fue un bache de 1,000 ediciones de Don Quijote, donadas por el empresario Carlos Prieto. Hoy cuenta con un volumen de más de 100,000 libros, documentos y folletos de alta importancia histórica y académica para México y el mundo.